# Limnophila pergracilis
Limnophila pergracilis är en tvåvingeart som beskrevs av Alexander 1943. Limnophila pergracilis ingår i släktet Limnophila och familjen småharkrankar.
Artens utbredningsområde är Ecuador. Inga underarter finns listade i Catalogue of Life.